# 小行星10310
小行星10310（10310 Delacroix）是一颗绕太阳运转的小行星，为主小行星带小行星。该小行星于1990年8月16日发现。

## 轨道参数
小行星10310的轨道半长轴为2.3409357 UA，离心率为0.112。